# Wilhelm Lermann
Wilhelm Lermann (* 6. April 1874 in Kaiserslautern; † 28. März 1952 in München) war ein deutscher Gymnasiallehrer und Klassischer Archäologe.

## Leben
Wilhelm Lermann war der Sohn des Rechtspraktikanten und 1874 als Bezirksamtsassessor nach Kaiserslautern versetzten Juristen Wilhelm Lermann, der im Verlauf seiner Karriere in den persönlichen Adelsstand erhoben wurde. Die Mutter war Johanna, geborene Martin, aus Aschaffenburg; die Schwester Margot (* 1875; † 1962) heiratete den Philosophen Adolf Dyroff.
Lermann besuchte das humanistische Gymnasium in Würzburg, das Münchner Maximiliansgymnasium und zuletzt das Gymnasium in Münnerstadt und wurde auf Grund seines sehr guten Abschlusses 1892 als Stipendiat in die Stiftung Maximilianeum in München aufgenommen. Das geplante Studium der Rechtswissenschaft brach er jedoch wegen der Einberufung zum Militärdienst ab. 1895 wurde er zum Leutnant der Reserve befördert, musste jedoch wegen einer Erkrankung seinen Abschied nehmen. Er studierte Klassische Philologie an den Universitäten in Würzburg und München, wobei er sich auf Archäologie und Numismatik spezialisierte. 1898 und 1899 legte er die staatlichen Lehramtsprüfungen mit der Note „sehr gut“ ab und wurde 1899 an der Münchener Universität mit einer archäologisch-numismatischen Dissertation promoviert. Ende des Jahres wurde er zum Gymnasialassistenten ernannt und als Leiter (zusammen mit dem Rektor der Schule, Nikolaus Wecklein) dem pädagogisch-didaktischen Vorbildungskurs des Maximiliansgymnasiums München zugewiesen. Auf Grund eines Reisestipendiums wurde er für das Schuljahr 1901/02 zu einer Studienreise nach Rom und Griechenland beurlaubt. Anschließend wurde er zum Studienlehrer befördert und als Ordinarius und Fachlehrer für die Fächer Deutsch, Latein und Geographie eingesetzt.
1904 heiratete Lermann die Tochter eines dänischen Staatsrats. Bei Kriegsbeginn 1914 trat er als Offizier beim Heer ein, wurde als Kompanieführer im Rang eines Oberleutnants im Landsturm-Infanterie-Bataillon „Augsburg“ eingesetzt und mit dem Eisernen Kreuz II. Klasse ausgezeichnet.
Nach Kriegsende kehrte er ans Maximiliansgymnasium zurück und wurde als „Studienprofessor mit Titel und Rang eines Oberstudienrats“ mit ministerieller Entschließung vom 1. Mai 1939 emeritiert. Er starb im 78. Lebensjahr in München und wurde auf dem Waldfriedhof der Stadt beigesetzt.

## Schriften
- Athenatypen auf griechischen Münzen. Beiträge zur Geschichte der Athena in der Kunst. Inaugural-Dissertation an der Philosophischen Fakultät der Universität München. C. H. Beck, München 1900 (Digitalisat).
- Pegasos. In: Wilhelm Heinrich Roscher (Hrsg.): Ausführliches Lexikon der griechischen und römischen Mythologie. Bd. III 2. Leipzig 1902, S. 1727–1748 (Digitalisat).
- Altgriechische Plastik. Eine Einführung in die griechische Kunst des archaischen und gebundenen Stils. C. H. Beck, München 1907 (Digitalisat).[4]
- Einige Athenadarstellungen in der griechischen Kunst (= Jahresbericht des Königliches Maximilians-Gymnasium München, Programm 1902/1903). J. Straub, München 1903 (Digitalisat).
- Messalina. Ein Bühnenspiel in fünf Akten von Wilhelm Lahr (d. i. Wilhelm Lermann). E. W. Bonsels & Co., München 1914.